# Korund
Korund – minerał będący tlenkiem glinu Al2O3. Nazwa minerału wywodzi się z sanskrytu (kurivinda znaczy „rubin”).

## Odmiany
Do szlachetnych odmian należą:

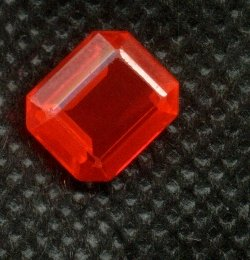
Oszlifowany rubin

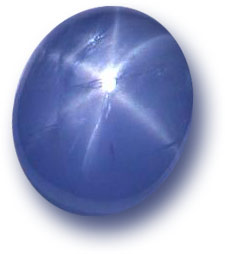
Szafir gwiaździsty (efekt gwiazdy tworzą wrostki rutylu)

- rubin (odmiana o barwie czerwonej)
- szafir (odmiana o barwie niebieskiej lub innej).

Odmiany szafiru:
- szafir oraz rubin gwiaździsty
- leukoszafir (biały i bezbarwny)
- szafir arbuzowy (dwubarwny)
- ametyst orientalny (fioletowy)
- padparadża (żółty lub pomarańczowy).

Wszystkie barwne korundy – poza czerwonym, szarym i brunatnym – traktowane są jako odmiany szafiru.

## Właściwości
W innych odmianach występuje asteryzm, zjawisko spowodowane obecnością drobnych wrostków: w rubinach są to drobne, igiełkowate kryształki rutylu; w szafirach puste kanaliki, ułożone prawidłowo i przecinające się pod kątem 120 stopni (rubiny i szafiry gwiaździste). Bardzo rozpowszechnione są inkluzje cieczy, szczególnie w korundach cejlońskich.
Korund zawiera czasami niewielkie domieszki chromu, tytanu lub żelaza. Przezroczyste odmiany krystaliczne są wyjątkowo czyste pod względem składu chemicznego. Znaczne ilości domieszek zawierają zbite odmiany drobnokrystaliczne.
Barwa korundu zależy od domieszek chemicznych. Bardzo małe domieszki chromu zabarwiają korund na czerwono, tytanu na niebiesko, żelaza na żółto i brunatno (aż do barwy czarnej).

## Występowanie
Bywa spotykany w wielu skałach magmowych i metamorficznych oraz okruchowych. Jest minerałem pospolitym.
Miejsca występowania to głównie: Stany Zjednoczone (Karolina Północna), Madagaskar, Kanada, Ural, Birma (okolice Mogok, Mandalaj, Myitkyiny) i Tajlandia (okolice Bangkoku).
W Polsce występuje tylko na Dolnym Śląsku, najlepszej jakości korundy niebieskie (szafiry) znane są z Kruczych Skał w Karpaczu. Korund został stwierdzony także w Złotym Stoku, Rędzinach (Rudawy Janowickie), Bystrzycy górnej (rubiny), Zagórzu Śląskim (Góry Sowie), Bielicy k. Stronia Śląskiego. Występuje także w aluwinach Izery oraz Kaczawy oraz osadach złotonośnych w rejonie Sulikowa, Złotoryi i Nowego Kościoła.

## Zastosowanie
Bardzo cenny kamień, używany od dawna do zdobienia. Przezroczyste odmiany korundu są cennymi kamieniami szlachetnymi, od dawna używanymi do celów zdobniczych, np. do pierścieni, brosz, wisiorków i innych ozdób.
Drobnokrystaliczne, zbite, ziarniste odmiany korundu (np. szmergiel) są stosowane do celów przemysłowych jako materiał ścierny i polerski oraz jako surowiec na kamienie łożyskowe w zegarkach. Do tego typu zastosowań przemysłowych stosowana jest często jego syntetyczna postać – elektrokorund.

## Korund w nazwie własnej
Nazwę tę do przejęcia przez Saint-Gobain Abrasives SA nosiła Fabryka Materiałów i Wyrobów Ściernych „Korund” w Kole, co było jednak związane z nazwą miejscowości (Koło) i węgliku krzemu (karborund).